# ET Волопаса
ET Волопаса (лат. ET Boötis) — кратная звезда в созвездии Волопаса на расстоянии приблизительно 269 световых лет (около 82,4 парсеков) от Солнца. Видимая звёздная величина звезды — от +9,5m до +9,14m. Возраст звезды определён как около 6,5 млрд лет*.
Пара первого и второго компонентов — двойная затменная переменная звезда типа Беты Лиры (EB). Орбитальный период — около 0,645 суток (15,481 часа).

## Характеристики
Первый компонент — жёлто-белая звезда спектрального класса F8, или F7V. Масса — около 1,158 солнечной, радиус — около 1,151 солнечного, светимость — около 1,287 солнечной. Эффективная температура — около 5910 K.
Второй компонент — жёлто-белая звезда спектрального класса F8*. Масса — около 1,02 солнечной, радиус — около 1,369 солнечного, светимость — около 1,85 солнечной*.
Третий компонент — красный карлик спектрального класса M. Масса — около 338,35 юпитерианских (0,323 солнечной). Удалён на 1,571 а.е..
Четвёртый компонент — жёлтый карлик спектрального класса G5V. Масса — около 0,9 солнечной. Орбитальный период — около 113,32 года. Удалён на 0,2156 угловой секунды.
Пятый компонент. Масса — около 0,63 солнечной. Орбитальный период вокруг четвёртого компонента — около 31,5 суток.